# 学生电脑
学生电脑（英語：Classmate PC），旧称Eduwise， 是英特尔为发展中国家的儿童所推出的入门级低成本的个人电脑。 
被认为与“每个孩子一台笔记本电脑”项目（英語：One Laptop Per Child）的儿童机类似，尽管该计划产生利润，学生电脑仍是一个信息和通信技术促进发展项目。该装置被认为是上网本的创意来源。

## 英特尔的领先世界项目
英特尔的领先世界项目在2006年五月立项，该项目设计了一款低成本笔记本电脑解决方案，同时也允许第三方厂商以它们自己品牌的名义生产类似的低成本笔记本电脑。
学生电脑是英特尔提供的公版设计。 英特尔并不直接参与生产，但提供生产这些设备所使用的芯片。 英特尔提供的设计将会被全球各个OEM厂商用去生产自己品牌下的学生电脑。